# Chummidae
Chummidae é uma família monotípica de aranhas que inclui presentemente apenas o género Chumma com duas espécies validamente descritas.

## Descrição
As duas espécies foram descritas em 2001, sendo conhecidos machos e fêmeas de ambas.
As espécies incluídas são de pequena dimensão, com três garras e um forte scutum dorsal. A fóvea está ausente e as fieiras posteriores e mediana são reduzidas.
Os machos de C. gastroperforata apresentam dois pares de bolsas abdominais, as qais estão relacionadas com o acasalamento.
A família é endémica da África do Sul.

## Taxonomia
A família Chummidae inclui as seguintes espécies:
- Chumma Jocqué, 2001
  - Chumma gastroperforata Jocqué, 2001
  - Chumma inquieta Jocqué, 2001